# Artists United Against Apartheid
Artists United Against Apartheid è un progetto voluto da Little Steven Van Zandt, autore della canzone, e dal produttore Arthur Baker per protestare contro il regime dell'apartheid in Sudafrica. Nato nel 1985 sulla scia di eventi come Band Aid ("Do They Know It's Christmas") e, soprattutto USA for Africa ("We Are The World"),  nel brano gli artisti dichiaravano la loro indisponibilità ad esibirsi nel resort di Sun City e, per estensione, in Sudafrica fino all'abbandono del sistema dell'apartheid.
Al progetto parteciparono Miles Davis, Kool DJ Herc, Grandmaster Melle Mel, Rubén Blades, Bruce Springsteen, Bob Dylan, Pat Benatar, Herbie Hancock, Ringo Starr col figlio Zak Starkey, Lou Reed, Run-D.M.C., Peter Gabriel, Bob Geldof, Clarence Clemons, David Ruffin, Eddie Kendricks, Darlene Love, Bobby Womack, Afrika Bambaataa, Kurtis Blow, The Fat Boys, Jackson Browne, Daryl Hannah, Peter Wolf, U2, George Clinton, Keith Richards, Ronnie Wood, Bonnie Raitt, Hall & Oates, Jimmy Cliff, Big Youth, Michael Monroe, Stiv Bators, Peter Garrett (cantante dei Midnight Oil), Ron Carter, Ray Barretto, Gil Scott-Heron, Nona Hendryx, Lotti Golden, Lakshminarayana Shankar e Joey Ramone. Non tutti questi artisti appaiono nel singolo "Sun City", ma tutti hanno partecipato all'LP che lo conteneva.
Tra gli strumentisti Ringo Starr, Zak Starkey e Tony Williams alla batteria, Pete Townshend, Stanley Jordan, Keith Richards, Ron Wood alle chitarre, Clarence Clemmons al sassofono, Miles Davis alla tromba, Herbie Hancock, Richard Scher, Robbie Kilgore, Zoe Yanakis alle tastiere, Doug Wimbish al basso e Ron Carter al contrabbasso.
Il video che accompagna il singolo è stato diretto da Jonathan Demme.